# Avenida Antônio Abrahão Caram
A Avenida Antônio Abrahão Caram é uma via da região da Pampulha, em Belo Horizonte. Nela estão localizados o Estádio Governador Magalhães Pinto (Mineirão) e o Estádio Jornalista Felipe Drummond (Mineirinho), que integram a lista de bens tombados pelo município.

## Trajeto
Seu traçado faz limite com o perímetro noroeste do campus Pampulha da Universidade Federal de Minas Gerais, e atravessa os bairros São Luís e São José, ambos localizados no entorno da Lagoa da Pampulha. Serve ainda como ligação entre a Avenida Antônio Carlos e a Avenida Presidente Carlos Luz.

## História
A Avenida recebeu este nome em função de Projeto de Lei proposto à Câmara Municipal de Belo Horizonte em 27 de Janeiro de 1966 pelos vereadores José Greco e Abdo Meni, com o apoio dos Vereadores Nilson Gontijo Santos e Antonio F. Dutra, e posteriormente sancionada pelo prefeito Oswaldo Pieruccetti em 27 de Abril do mesmo ano), dando o nome de Avenida Antonio Abrahão Caram à via que conecta a Avenida Presidente Antonio Carlos ao (então denominado) Estádio Minas Gerais. Seu nome anterior era Avenida Perimetral Norte.[carece de fontes?]